# Polycaena banghaasi
Polycaena banghaasi är en fjärilsart som beskrevs av Hans Fruhstorfer 1915. Polycaena banghaasi ingår i släktet Polycaena och familjen Riodinidae. Inga underarter finns listade i Catalogue of Life.